# Juno Award

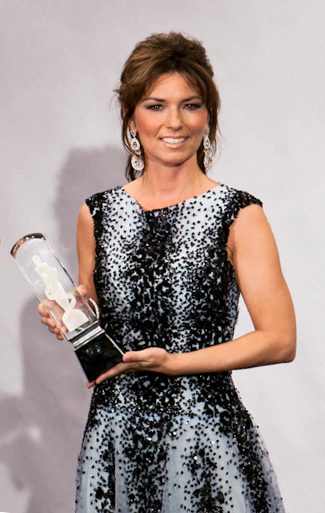
Shania Twain s hudební cenou Juno Award, 2011

Juno Award jsou od roku 1970 udělovány kanadským hudebním umělcům a skupinám. Toto kanadské hudební ocenění je každoročně předáváno těm nejlepším a nejzajímavějším hudebním umělcům v různých kategoriích. Vítězové jsou vybíráni speciální porotou nebo členy Canadian Academy of Recording Arts and Sciences, popřípadě jsou určeni počtem prodaných desek v určeném období.
Název „Juno“ vznikl zkrácením příjmení Juneau, které patřilo prvnímu řediteli Canadian Radio-Television Commission, panu Pierru Juneauovi, který podporoval kanadskou hudbu a zasloužil se o to, aby určitá část televizních a rozhlasových pořadů byla určena jen pro kanadské umělce, a tím propagovala domácí produkci.